# 甯嬴
甯嬴，甯氏，名嬴，春秋时期晋国逆旅大夫。
前622年（鲁文公五年、晋襄公六年），晋国的阳处父到卫国聘问，回国时路过甯地（今河南省获嘉县西北），甯嬴迎接他，对妻子说：“我寻找君子很久了，现在找到了”。于是跟着阳处父一路边走边谈，到达温山（今河南省温县）后，返回甯地。甯嬴妻问他：「你遇到所求之人而不跟從之，是何其恋家啊。」甯嬴说：“「我見他的相貌想要跟他，听他说的话就讨厌他。相貌是情感之華采；话语是相貌之枢機。情感在身体中产生，话语是身体的文采。话语作为文采發出，情感、话语、相貌结合而後行之，分離就有瑕疵。今陽处父相貌端庄，话语匱乏，相貌与情感不一。情感不足，外貌强而为之，内情外貌相反，内外相异。若內情外貌相類，而话语相反，就亵渎诚信了。言语以昭显诚信，如枢機相应，時機到了而發言，就没有亵渎了。今阳处父之情善于辩察，外貌掩蓋短处。他为人太剛直而自视过高。《商书》说：‘沉渐刚克，高明柔克。’阳处父只具备刚而不能调和，恐怕不得善终。上天属于刚强的德行，尚不能扰乱四季运行的次序，何况于人。而且他华而不实，喜欢触犯别人，会聚集怨仇，不能安身立命。我怕自己没有獲其利而赶上他的灾難，于是离开了他。」一年后，发生了賈季之難，阳处父遇害。《汉书·古今人表》将列甯嬴为第三等上下智人。